# Ascalapha marquisi
Ascalapha marquisi là một loài bướm đêm trong họ Erebidae.